# Liste des personnages des Simpson
 (janvier 2017).
- Si vous ne connaissez pas le sujet, laissez ce bandeau (vous pouvez alors contacter les auteurs).
- Si vous supprimez le contenu mis en cause (vous pouvez préalablement contacter les auteurs),

argumentez précisément cette suppression dans la page de discussion
(un manque de référence n'est pas un argument ; une recherche réelle de référence doit avoir été effectuée, être formellement documentée).
Les personnages des Simpson présentent une importante diversité, avec en premier plan la famille Simpson composée d'Homer, Marge, leurs trois enfants Bart, Lisa, Maggie, ainsi que le grand-père Abe, le père d'Homer, supposé gâteux, et leurs deux animaux de compagnie : le chien Petit Papa Noël (P'tit renne au nez rouge au Québec) et leurs chats Boule de Neige V.
La série fait évoluer également un très grand nombre de personnages secondaires et tertiaires, que ce soient des collègues de travail, des voisins, des amis, des camarades de classe ou des célébrités locales. La personnalité de la plupart de ces personnages s'est très développée au fil des saisons et beaucoup d'entre eux se sont vus dédier au moins un épisode. Selon Matt Groening, ce foisonnement de personnages leur a été fortement inspiré par la série comique Second City Television.
Malgré la succession des épisodes, les personnages ne vieillissent jamais, à part dans certains épisodes projetant la série dans le futur ou les séries d'Halloween. Cependant, ils évoluent tout de même : certains meurent, d'autres se marient ou divorcent, d'autres encore voient leur famille s'agrandir avec la naissance d'enfants. Les personnages ont tous en commun une particularité physique : ils ne possèdent que quatre doigts à chaque main (une convention classique du cartoon), mis à part les personnalités divines comme Dieu et Jésus qui possèdent cinq doigts à chaque main, le Tétragramme ou encore Ahura Mazda. Bon nombre des personnages de la série sont gauchers, dont Bart Simpson, tout simplement parce que l'auteur de la série, Matt Groening, est gaucher.

## Caricatures de personnalités réelles
De nombreux épisodes mettent en scène des caricatures de personnalités réelles.
Certaines d'entre elles ont accepté de prêter leur voix à leur personnage, par exemple Tom Jones, George Harrison, J.K Rowling, Mel Gibson, Richard Dean Anderson, Pierce Brosnan, Gillian Anderson, Justin Timberlake, Britney Spears, le groupe Ramones, Bret Hart, Michael Jackson (sous le surnom de John Jay Smith), Green Day (dans Les Simpson, le film), ainsi que les Rolling Stones, U2 et Metallica. Récemment, Halle Berry, Ronaldo, Paul Rudd, Élisabeth II, Lady Gaga, Neymar, Carla Bruni, Nicolas Sarkozy, Michelle Obama, Ian McKellen, Anne Boleyn, Jóhanna Sigurðardóttir, Christian de Danemark et Justin Trudeau font leur entrée au panthéon des personnalités réelles.
Certains sont apparus en rêve ou flash-back comme Simone de Beauvoir, Marguerite Duras, Lillian Hellman, Lauren Bacall, Élisabeth Ire, Geoffrey Chaucer, Anne de Cleves, Oscar Wilde, Benjamin Franklin, Thérèse d'Avila, George III, Aretha Franklin, Eleanor Roosevelt et Louis Armstrong.
D'autres célébrités ne sont apparues que dans des épisodes Halloween comme Orson Welles, George Clooney, Prince, Neil Armstrong, Paul Anka, Lucy Lawless, Shirley Temple, George Washington, John Lennon, Golda Meir, John Wayne, Alfred Hitchcock, Abraham Lincoln, Benedict Arnold, Lizzie Borden, Richard Nixon, John Wilkes Booth, John Dillinger, Barbe Noire, Guillaume II d'Allemagne et Billy the Kid.
Il y a également d'autres célébrités qui ont été interprétées par les Simpson comme Henri VIII (par Homer), Catherine d'Aragon (par Marge), Marie Ire (par Lisa), Catherine Parr (par Agnes Skinner), Sacagawea (par Lisa), William Clark (par Lenny), Meriwether Lewis (par Carl), Toussaint Charbonneau (par Milhouse), Mozart (par Bart), Beethoven (par Nelson), Joseph II (par Burns), Bonnie et Clyde (par Homer et Marge), Sid Vicious (par Nelson), Nancy Spungen (par Lisa), John Lydon (par Bart), Élisabeth Ire (par Selma) et Jeanne d'Arc (par Lisa).

## Caricatures de personnalités légendaires
Les Simpson ont également interprété certains personnages légendaires :
Ulysse (par Homer), Pénélope (par Marge), Télémaque (par Bart), Zeus (par Quimby), Dionysos (par Barney), Hamlet (par Bart), Ophélie (par Lisa), Eve (par Marge), Adam (par Homer), Moïse (par Milhouse), Salomon (par Homer), David (par Bart) et Goliath (par Nelson).

## Caricatures de personnages de fiction
Les Simpsons au cours de leurs épisodes, ont fait l'objet de représentations de personnages fictifs.
- Blanche-Neige, reine-sorcière, Les 7 nains, dans Blanche-Neige et les Sept Nains.
- Boucle d'Or, Les trois ours, dans Boucle d'Or et les trois Ours.
- Harry Potter, dans Harry Potter.
- Les orphelins, la sorcière, dans Hansel et Gretel.
- Raphaël, Marianne, Le prince Olivier, dans Raphaël.
- Général O'neil, dans Stargate.
- Luke Skywalker, Chewbacca, Obi-Wan Kenobi, Han Solo, Princesse Leila, les Clones, Palpatine, dans Star Wars.
- MacGyver, dans MacGyver.
- Cendrillon, dans Cendrillon.
- Mickey, dans Mickey Mousse.
- Raiponce, dans Raiponce.
- Sorcière Blanche, le gnom, le faune, le castor, Aslan dans Le Monde de Narnia.
- James Bond, le Spectre, Requin, Odjobb, Goldfinger, M (féminin) dans  James Bond.
- Xena, dans Xena, la guerrière.
- Tintin, le capitaine Haddock, dans Les aventures de Tintin.

## Membres de la famille Simpson

Arbre généalogique de la famille Simpson

- Homer Jay Simpson : 39 ans, père de famille aimant et amoureux. Il a parfois honte de sa famille et va jusqu'à vendre sa télé pour faire suivre une thérapie à sa famille. Il accumule cependant au fur et à mesure des saisons un nombre incalculable de défauts et sa famille est souvent victime de sa paresse, de son inconscience, de son alcoolisme et de son immaturité. D'un naturel violent, il tente souvent d'étrangler son fils Bart. Ses occupations favorites se bornent à regarder la télévision en buvant une Duff, sa bière fétiche ou à s'enivrer en compagnie de ses amis dans le bar malfamé de Moe. Obnubilé par la nourriture, il souffre également d'obésité, ne perdant pas une occasion de s'empiffrer de côtes de porc et de donuts. Il travaille à la centrale nucléaire de Springfield. Il a commencé comme technicien avant d'être réengagé en qualité de responsable de la sécurité, alors qu'il passe ses journées à manger et à dormir. Il est souvent la cause de catastrophes nucléaires loufoques même s'il a déjà sauvé plusieurs fois la centrale d'une fusion du réacteur. Il semble souffrir d'hallucinations auditives et il entend souvent une voix qui le conseille. Il joue parfois du piano et compose des chansons. Dans l'épisode Le quatuor d'Homer, il a d'ailleurs fondé un quatuor vocal à succès, les Bémols (The Be Sharps en version originale, les Si Dièse en version québécoise).
- Marjorie « Marge » Bouvier Simpson : 34 ans, femme au foyer consciencieuse à la voix éraillée. Plus calme et plus réfléchie, elle assure un équilibre avec le côté impulsif de son mari. Elle est cependant souvent dure avec son mari même quand celui-ci fait des efforts. Elle est la petite sœur de Patty et Selma.
- Bartholomew Jo-Jo « Bart » Simpson : Petit garçon de 10 ans plus intéressé par les bêtises que par les études. Il joue les pires tours à sa famille, au personnel de son école et à Moe, à qui il adore faire des blagues téléphoniques. Charismatique, enjôleur et meneur, il est l'opposé de sa sœur Lisa avec qui il est souvent en conflit.
- Elisabeth Marie « Lisa » Simpson, fillette de 8 ans surdouée au grand sens moral. Assoiffée de connaissances et prétentieuse, Lisa est également passionnée de musique et joue du saxophone et occasionnellement de la guitare. Écologiste, bouddhiste, sceptique, végétarienne et féministe, ses convictions politiques sont clairement démocrates et plutôt libérales. Lisa incarne souvent la voix de la raison dans la série, mais elle est rarement écoutée et les jeunes de son âge la trouvent ringarde.
- Margaret Eve « Maggie » Simpson : l'éternel bébé de la famille. Âgée d'un an, elle ne parle presque jamais même si, dans l'épisode Le premier mot de Lisa (Lisa's First Word en version originale) Maggie dit : « Papa » sans que sa famille ne s'en aperçoive. À la fin du long-métrage de la série, elle dit : « Une suite ? ». Dans Manucure pour quatre femmes (Four Grenat Wormen And a Manucure), elle récite un discours (doublée pour l'occasion par Jodie Foster) et reparlera dans la saison 20 lorsqu'elle dira son premier mot dans Un prince à New-Orléans (Coming to Homarderie) où elle répétera le mot « A » (ha) trois fois.
- Abraham « Abe » Simpson : 85 ans, le père d’Homer, râleur et sénile, vit au « Retirement Castel » (Château de la Retraite), où il a eu une tendre liaison avec une des pensionnaires, Béa, qui malheureusement meurt trop tôt. Il a combattu pour les forces armées américaines au cours de la Seconde Guerre mondiale, d'abord sur le front du Pacifique où il était responsable de la surveillance aérienne à Pearl Harbor avant de devenir aviateur avec pour mitrailleur M. Burns, puis sur le front européen (il aura d'ailleurs une relation sexuelle avec une jeune anglaise la veille de son départ pour le débarquement de Normandie. Leur fille Abbie, issue de cette union, ressemble en tous points à Homer). Il lui arrive également très souvent de s'endormir subitement, même en plein milieu d'un discours. Il a vendu sa maison pour financer l'achat de la maison d'Homer en échange de son hospitalité, mais ce-dernier l'a trahi en l'envoyant dans une maison de retraite.
- Mona J. Simpson, 75 ans, la mère d’Homer, apparue dans trois épisodes (La Mère d'Homer, Une mamie hors la loi et Mona de l'au-delà). Elle est recherchée depuis des décennies par le FBI et par la police pour avoir détruit dans les années 1960-1970 le laboratoire de recherche bactériologique de M. Burns, laboratoire destiné à la guerre bactériologique. Par ailleurs, elle est parfois évoquée dans des flashbacks correspondant aux souvenirs d'enfance d’Homer (mais on ne voit alors pas son visage et elle n'a pas la même voix). Mona, devenue une vieille dame apparemment respectable, réapparait dans la vie de la famille Simpson. Homer la revoit alors que, ayant simulé sa mort, il a chuté dans une tombe qui lui était destinée dans le cimetière de Springfield. Néanmoins, la famille Simpson se rend très vite compte que Mona a quelque chose à cacher : Lisa trouve dans son sac à main de multiples cartes d'identité et permis de conduire, et découvre ainsi que sa grand-mère est toujours une outlaw. M. Burns ayant retrouvé sa trace, Mona a dû disparaître à nouveau : son fils l'a conduite à un croisement de routes, dans un paysage désertique rappelant l'Utah ou le Colorado, et un minibus Volkswagen décoré l'a emmenée. Dans l'épisode Une mamie hors la loi, Mona donne un rendez-vous secret, par l'intermédiaire d'un article de journal. La mère et le fils se retrouvent, mais ces retrouvailles seront de courte durée car, faisant semblant de vouloir faire la paix avec elle, M. Burns tend un piège à Mona et la fait arrêter. Alors qu'Homer tente de la faire évader, Mona se débarrasse de lui avec un coup de taser et simule sa mort en précipitant le minibus de la prison dans un ravin. Quelques saisons plus tard, Mona est enfin revenue chez les siens, mais Homer lui en veut beaucoup d'avoir fait croire à sa mort. Elle est morte paisiblement un soir devant le feu rougeoyant dans la cheminée. Homer s'en veut énormément de ne pas avoir fait la paix avec sa mère avant qu'elle ne meure. (Mona de l'au-delà);
- Cyrus Simpson, le grand frère d'Abraham Simpson (dans le 9e épisode de la 17e saison, Histoires de Noël) ;
- Selma Bouvier, l'une des sœurs jumelles de Marge (ce sont toutes deux de grosses fumeuses à la voix éraillée et aux jambes étonnamment poilues) ; elle épousera Tahiti Bob, Lionel Hutz, Troy McClure, et aura aussi une liaison avec Gros Tony, Disco Stu et Abraham Simpson et elle adoptera une chinoise nommée Ling et on apprendra dans la saison 22 que ses cheveux ne sont pas gris mais colorés par la cendre de cigarette, elle est blonde ;
- Patty Bouvier, l'autre des sœurs jumelles de Marge, comme sa sœur jumelle, elle n'a pas vraiment les cheveux gris, elle a les cheveux rouges. Bien qu'elle soit lesbienne, elle a eu une liaison avec Seymour Skinner.
- Jacqueline Bouvier, la mère de Marge, qui arbore la même coupe de cheveux. Elle était, dans L'Amoureux de Grand-Mère, avec Abraham Simpson et M. Burns. Il faut noter que Jackie Bouvier fut le nom de jeune fille de l'épouse de John Fitzgerald Kennedy.
- Clancy Bouvier, le père de Marge, apparu lors d'épisodes flash-back : Il était une fois Homer et Marge, et La peur de l'avion. C'était l'un des premiers stewards, il est mort d'un cancer des poumons ;
- Gladys Bouvier, sœur de Jackie et tante de Marge, Patty et Selma. Elle meurt dans l'épisode Le Choix de Selma ;
- Ling Bouvier, fille adoptive de Selma, d'origine chinoise. Elle aime tripoter les yeux d’Homer ;
- Herbert Powell, le demi-frère aîné d’Homer (du côté de son père). Il est apparu pour la première fois dans l'épisode Fluctuat Homergitur (Oh Brother, Where Art Thou), primodiffusé le 21 février 1991. Herb (dont la voix originale a été prêtée par Danny DeVito) est le demi-frère d'Homer Simpson, produit de la rencontre entre le père d'Homer, Abraham, et d'une tenancière d'un stand à la fête foraine, contre de l'argent. Il a été abandonné à l'orphelinat de Shelbyville peu après sa naissance et son existence a été cachée à Homer. Cependant, Herb s'est fait tout seul, sortant de la misère à force de travail (soutenant ainsi l'idée fausse qu'il serait allé à Harvard), et est à l'origine de la fondation de la Powell Motors, une usine de voitures dont il est le président-directeur général. Malgré tout, il a toujours trouvé sa vie vide de sens. Plus tard, Homer ayant eu vent de l'existence de son demi-frère, chercha à le retrouver. Il obtient du directeur de l'orphelinat où avait séjourné Herb la ville où ce dernier réside désormais, et entreprit d'appeler tous les Herbert Powell et H. Powell de Détroit. La famille Simpson part ensuite à la rencontre du demi-frère d'Homer, à Détroit, à la suite de l'invitation de ce dernier. Herb a perdu toute sa fortune et s'est retrouvé seul après avoir chargé Homer de concevoir pour lui un nouveau modèle qui s'est soldé par un cuisant échec : la voiture affreuse que Homer a créée ne ressemble à rien. Herb a passé les années suivantes de sa vie dans les rues, tel un vagabond. Il reparaît dans Le Retour du frère prodigue (en France), L'Invention (au Québec) ou Brother, Can You Spare Two Dimes ? (en VO), diffusé le 27 août 1992. Il repart de zéro avec la famille Simpson, en dépit de son aversion profonde pour son frère, à cause du fiasco de la voiture. Il emprunte une partie de l'argent de la famille pour développer un appareil analysant les babillements d'un bébé afin de les traduire en un langage compréhensible des adultes. Herb teste alors son invention sur Maggie et en prouve le bon fonctionnement. Il distribue alors son produit et retrouve ainsi sa fortune perdue. Herb quitte alors la résidence Simpson depuis il n'est plus réapparu dans la série.  Dans l'épisode La Grande Malbouffe, quand on dit qu'il reste de la place pour le camp pour obèse, Homer demande qui en aurait besoin et il pointe une photo de Herbert en disant « Mon demi-frère que je vois quasiment jamais ».
- Abbie, la demi-sœur anglaise aînée d’Homer et de Herbert (du côté de leur père). On ne sait pratiquement rien d'Abbie, sauf qu'elle est la fille d'Abraham Simpson et d'une jeune Anglaise nommée Edwinna. Abbie fut conçue pendant la guerre, le 5 juin 1944, on le sait car Abraham est parti le lendemain (6 juin 1944), et Abraham ignorait son existence jusqu'à ce que les Simpson se rendent en Angleterre pendant l'épisode "Homer rentre dans la reine" (saison 15). On sait qu'elle a 58 ans, qu'elle vit actuellement en Angleterre et qu'elle ressemble beaucoup à Homer.
- Maggie Jr., la fille de Maggie dans Les Simpson dans 30 ans. Elle l'a eue avec un des musiciens de son groupe.
- Howland Simpson, grand-père d'Orville. Il est mort guillotiné.
- Virgil Simpson, arrière-grand-père d'Abraham (afro-américain). Ancien esclave du baron Burns. Il s'est marié à Mabel après l'avoir sauvée en le faisant passer au Canada.
- Eliza Simpson, grand-tante d'Abraham, elle a écrit un journal intime que Lisa a retrouvé dans son grenier. Elle a voulu sauver Virgil mais n'a pas réussi. Celle-ci s'en est voulue le reste de sa vie. Elle est morte à 100 ans.
- Hiram Simpson, ex-fiancé de Mabel et père d'Eliza. Il a dit au baron Burns où était Virgil et Mabel l'a quitté après ça.
- Les deux garçons de Bart : fils de Bart et Jenda dans l'épisode Le Futur passé.
- Zia Simpson, adolescente, fille de Milhouse et Lisa dans Le Futur passé. Zia a une admiration sans borne mais très dissimulée pour sa mère. Elle est toujours branchée sur Ultranet, le CyberInternet. Elle ressemble beaucoup à Lisa.
- Mabel Simpson, arrière-grand-mère d'Abraham, elle était la fiancée d'Hiram avec qui elle a eu une fille, Eliza. Eliza a décidé de sauver Virgil, un des esclaves du baron Burns (un ancêtre de Monsieur Burns) mais elle a échoué. Alors, Mabel a repris la mission de sa fille et a fait passer Virgil au Canada. Celui-ci l'a demandée en mariage et de rester au Canada. Celle-ci accepta. Elle quitta Hiram, fit venir Eliza au Canada et eut son second enfant, un fils.
- François Joseph David... De Bouvier, un ancêtre de Marge appartenant à la noblesse française, il est mort guillotiné.

## Animaux
- Boule de Neige II, Boule de Neige III et Boule de Neige IV alias Coltrane, chats, tous morts, de Lisa Simpson ;
- Boule de Neige V, chat, survivant et ressemblant comme deux gouttes d'eau à Boule de Neige II ;
- Petit Papa Noël (P'tit Renne au Nez Rouge au Québec), lévrier ; recueilli par Homer et Bart dans l'épisode Noël mortel, le premier épisode de la série ;
- Spider-Cochon (aussi appelé Harri Croteur et appelé Spider-Pig et Prince Harry P'tit Potte au Québec), porc adopté par Homer dans Les Simpson, le film.
- Laddie (Lasso au Québec), Colley, superchien, version mâle de Lassie, propriété de Bart ; ce dernier en fit cadeau à la police de Springfield ;
- Princesse, poney, Homer l'achète à Lisa dans Le Poney de Lisa, après des années de supplications. Trop onéreuse à cause de son traitement quotidien, la famille Simpson a dû vendre Princesse à l'écurie où elle habitait ;
- Duncan/Furieux D, cheval de course, Duncan est un cheval « plongeur » dans une foire, Homer l'acquiert lorsque son propriétaire prend la fuite. Il le fait monter par Bart sur les champs de course (Courses épiques);
- Lourdeau (Trépigne au Québec), éléphant, il a été gagné par Bart à un jeu de la radio KBBL ;
- Jujube, iguane, propriété de Selma, héritage de Gladys Bouvier ;
- Bille de Clown et Bart Junior, lézards arboricoles boliviens volants mangeurs d'oiseaux, propriété de Bart ;
- Mojo, singe, propriété d'Homer. Rongé par le cholestérol et l'alcool, il finit en cure de désintoxication ;
- Pincette/Homard Simpson, homard, propriété d'Homer (mort dans le bain chaud que lui a donné ce dernier) ;
- Bart Junior, crapaud-buffle, propriété de Bart ;
- Blinky (Ti-Clin au Québec) poisson à trois yeux trouvé dans la rivière de Springfield, propriété de Bart ;
- Elle est la plus rapide, chienne des Simpson qui a eu vingt-cinq chiots avec Petit Papa Noël dans Une portée qui rapporte ;
- Nibbles, hamster qui a servi au test d'une fusée fabriquée par Homer pour concurrencer celle de Ned, étrangement, ce nom rappelle celui donné à l'animal dans Futurama ;
- Étrangleur, python, acheté pour Bart à l'animalerie en remplacement de Petit Papa Noël qui était entré dans la police de Springfield. L'Étrangleur est par la suite adopté par Willy le jardinier qui le place sur un support pour tuyau ;
- M. Teeny (I, II, III et IV) , singe, animal vedette du show de Krusty le clown, apparait très fréquemment ;
- Anastasia est un tigre femelle blanche qui effectue des tours de magie avec Gunter et Ernst ;
- Lou est un taureau dont Bart s'est occupé et qu'il a par la suite sauvé de l’abattoir ;
- Ray : Pigeon de Bart dans l'épisode 9 de la saison 22. Il a été dévoré par Petit Papa Noël ;
- Chlingos  et  Crados : poissons rouges dans la classe de Krapabelle. Bart finira par casser l'aquarium avec un yoyo et les tuer dans Bart le tombeur ;
- Bongo chien d'Homer pendant son enfance.
- Nessie est le monstre du Loch Ness de Monty Burns. Celui-ci travaillera au casino après sa découverte dans l'épisode 21 de la saison 10.

## Autres familles

### Famille Flanders
- Nedward "Ned" Flanders, le père, bien intentionné, généreux, fervent chrétien traditionaliste, propriétaire de la boutique Le palais du gaucher (Le Gaucherium au Québec), puis professeur à l'école élémentaire de Springfield, il est âgé de 60 ans. Bien qu'il ait une apparence chétive, il est en réalité très musclé.
- Maude Flanders, la mère (morte lors d'un accident - causé par Homer - dans les gradins d'une course automobile au cours de laquelle Homer déclenche un « tir de t-shirts » avec un canon dans Adieu Maude) ;
- Todd Flanders, le cadet âgé de 8 ans ;
- Rod Flanders, l'aîné âgé de 10 ans ;
- Grand-mère Flanders (sénile et décrépite depuis plusieurs années, considérée comme morte) ;
- Boonie Flanders Fille de Ted Flanders donc c'est la petite cousine de Ned ;
- Connie Flanders Grande sœur de Bonnie, donc c'est la fille de Ted ;
- Ted Flanders, que l'on aperçoit cinq secondes dans l'épisode Mon voisin le Bob ;
- Nedsel et Agnes Flanders, les parents beatniks de Ned (vus uniquement au cours de flashbacks dans Une crise de Ned mais aussi dans l'épisode le 21 épisode de la saison 23)
- Le sosie de Ned, vivant au Canada et presque identique à lui, mais a les cheveux plus blonds et fume de la marijuanna ;
- Edna Krapabelle qui se marie secrètement avec Ned dans Les Ned et Edna unis
- Ned a une énorme famille disséminée sur les cinq continents qu'on peut apercevoir dans Lisa la végétarienne.
- Baz, chien des Flanders qui apparaît pour la première fois dans l'épisode Peeping Mom

### Famille Van Houten
- Kirk Van Houten, le père, chômeur, ancien directeur d'une fabrique de biscuits salés (en France) ou biscuits soda (au Québec) ;
- Luann Van Houten, la mère, qui divorce de Kirk avant de se remarier avec lui dans Millie le petit orphelin ;
- Milhouse Mussolini Van Houten, fils de la famille, meilleur ami de Bart. Il est amoureux de Lisa et se marie avec elle dans l'épisode Le Futur passé;
- Nana Van Houten, la grand-mère de Milhouse vivant en Italie ; elle est Italienne et enseigne sa langue à Milhouse et est américanophobe depuis la guerre où un GI l'a abandonnée avec un enfant, Batardo ;
- Norbert « Zack » Van Houten, l'oncle de Milhouse, issu de la branche danoise de la famille et en conflit avec Kirk. Il fait son apparition dans Millie le petit orphelin, où Bart fait appel à lui pour s'occuper de Milhouse dont les parents ont disparu en mer.
- Batardo Van Houten, Oncle de Milhouse, enfant illégitime de Nana et d'un GI américain qui ne l'a pas reconnu.
- Milford Van Houten, arrière-arrière-arrière-arrière grand-père de Milhouse.
- Annika Van Houten, cousine de Milhouse originaire des Pays-Bas. Bart est tombé amoureux d'elle et tenté de l'impressionner en fumant avec des cigarettes électroniques. Elle est apparue dans Les Vieux Coucous.

### Famille Nahasapeemapetilon
- Apu, propriétaire et employé à temps plein du Kwik-E-Mart (Mini-marché) de Springfield ;
- Manjula, la femme d’Apu ;
- Ses octuplés (avec leur nom de scène) :
  - Poonam (Animal) ;
  - Sashi (Diazole) ;
  - Pria (Puncheuse) ;
  - Uma (Le Baron) ;
  - Anoop (le reste) ;
  - Sandeep (le reste) ;
  - Nabendu (le reste) ;
  - Gheet (le reste).
- Sanjay, le frère d'Apu ;
- Pahusacheta, la fille de Sanjay ;
- Jamshed, le fils de Sanjay.
- Kavi, cousin de Apu et de Sanjay qui apparait dans l'épisode Notre Homer qui est un Dieu
- Mère d'Apu dont on ne connaît pas le nom mais qui apparaît lors de l'épisode Mère hindoue, fils indigne

### Famille Wiggum
- Clancy, le chef de police incompétent de Springfield ; Il ressemble beaucoup à Homer dans son comportement.
- Sarah, la femme de Clancy et mère de Ralph ;
- Ralph, le fils mentalement retardé, amoureux de Lisa dans J'aime Lisa. Dans le futur, il vivra avec Bart et ils fonderont un groupe de rock (Les Simpson dans 30 ans). Pressenti pour devenir candidat à la présidence des États-Unis. Ralph adore le sucre dans Sans foi ni toit et a un lutin irlandais qui lui dit de tout brûler dans La Clé magique.
- Igor Wiggum, père de Clancy. Mort dans un accident de char de 1979. Surnommé Iggy.

### Famille Hibbert
- Docteur Julius Hibbert, le médecin de famille des Simpson, a la particularité de rire pour un rien ;
- Bernice, sa femme, membre des Alcooliques anonymes, elle est doublée par Régine Teyssot ;
- Chester, frère de Bernice, lâche et fainéant sans abri possédant pourtant des vêtements à la mode et des écouteurs.
- Leurs trois enfants, dont deux étudient à l'école privée de Springfield. Le Péché de Ned et La Passion selon Bart
- Le frère jumeau du docteur Hibbert, directeur de l'orphelinat de Shelbyville apparu dans l'épisode Fluctuat Homergitur ;
- Le frère caché du docteur Hibbert, surnommé « Murphy Gencives sanglantes » (Gingivite Murphy au Québec), saxophoniste de jazz, meurt peu après avoir rencontré Lisa une nuit dans la rue.

### Famille Muntz
- Nelson Muntz, fils unique, brute reconnue et célèbre pour son rire méprisant « Nian Han ! » (« Ha ! Ha ! » en France et au Québec) pour se moquer des autres. Ses cibles favorites sont Milhouse, Martin, Wendell et Ralph. Il aime jeter des déchets chez les Van Houten et jouer au paintball sur les vieilles voitures. Petit ami temporaire de Lisa, cette dernière l'a repoussé parce qu'il n'a pas voulu changer. Au fil des saisons, il est devenu amical protecteur avec Bart et Milhouse. Dans les premières saisons, il est accompagné par deux acolytes mais intègre par la suite la bande de Kearney, Jimbo et Dolph.
- Véronica Angela, mère, fumeuse, pauvre et crasseuse. Elle fait parfois penser à Cletus Spuckler en cent fois plus pauvre. Née Jackson. Étrangement, malgré sa pauvreté, sa maison mal entretenue et son horrible pelouse grisâtre, elle est toujours bien habillée et une chambre à coucher de rêve et son fils possède plus de dix paintballs. Le rire moqueur et méprisant de son fils est une habitude de famille, prouvé dans le film.
- Thomas Muntz Jr., père, surnommé Tom. Il est extrêmement intelligent et galant. Il est vraiment étonnant qu'il soit marié à une femme aussi méprisante. Il a l'air d'être le meilleur père de Springfield, meilleur même que Ned Flanders. Son histoire est la plus triste de Springfield : il est parti un jour au Kwik-E-Mart acheter une barre de chocolat (hors de ses habitudes, puisqu'il est végétarien) ; cette barre contenait des arachides auxquels il est allergique. Son visage a énormément enflé et des animateurs de cirque l'ont capturé en le prenant pour un homme-singe. Les spectateurs lui lancent des arachides, ce qui n'aide pas à le guérir. C'est Bart qui l'a découvert, mais il n'eut pas le courage d'en parler à quelqu'un. Son fils a tendance à le voir à la place d'un arbre. Ressemble étrangement à Barney Gumble.
- Thomas Muntz Sr., grand-père paternel. Il est juge et très sévère envers les criminels. Il a déjà condamné Larry Burns à 25 ans de prison pour avoir répété une phrase légèrement vulgaire alors que le fils du juge lui avait demandé de ne pas le faire.
- Mary Twain, grand-mère paternelle. Morte de vieillesse et est fiancée avec Thomas Muntz Sr. depuis l'âge de 18 ans. Ils ne se sont jamais disputés. Ce dernier portait la culotte dans le couple.
- Manfred Jackson, grand-père maternel. Il a obligé et menacé Thomas Muntz Jr. à se marier avec Véronica... Ce qui explique tout. Il était très violent et impulsif à cause d'une maladie mentale. Cependant, sa femme le comprenait toujours. Était très pauvre, comme sa fille aujourd'hui.
- Julia Norberts, grand-mère maternelle. Elle a toujours compris la violence de son fiancé causée par sa maladie mentale. Elle n'a jamais voulu se marier avec Manfred : cela aurait pu lui causer encore plus de troubles mentaux. Très pauvre et très généreuse.
- Huckleberry « Hucky » Muntz, oncle de Nelson et frère de Thomas Jr., divorcé d'Alicia Davis. Il est accro aux baies.
- Reilly Muntz, cousine de Nelson et fille de Hucky. Cherche un avenir meilleur pour la centrale dans l'épisode L'ennemi d'Homer.
- Charles « Chuck » Muntz, cousin de Nelson et fils de Hucky. Dans un épisode du futur, il participe aux Jeux Olympiques de 2041 de Springfield et possède 28 médailles d'or au 100 m et 34 au 400 m.

### Famille Lovejoy
- Timothy, le révérend de la Première Église de Springfield ;
- Helen, sa femme, la commère de la ville ; on sait grâce au Diacre qu'elle se nommait avant son mariage Helen Swapchva et bien plus avant Harold Swapva...
- Jessica, sa fille délinquante. Elle a été dans un pensionnat, mais en a été renvoyée à cause de ses bêtises. Elle est sortie avec Bart, mais ses sentiments n'étaient pas réels.
- Père, le père dont on ne connaît pas le nom, il apparaît quelques secondes dans l'épisode Bart chez les dames.

### Famille Spuckler
- Cletus, stéréotype du gars de la campagne, pauvre, crasseux, stupide et propriétaire d'une petite ferme ;
- Brandine Del Roy, sa femme (sa sœur, sa mère ou sa cousine suivant les épisodes) ;
- Enfants : Tiffany, Heather, W, Cody, Dillan, Dorothy, Dermot, Jordan, Taylor, Brittany, Wesley, Rumor, Scout, Cassidy, Zoe, Clo, Max, Hunter, Kendall, Caitlin, Noah, Sascha, Morgan, Kyra, Ian, Lauren, Hubert, Toilette, Phail, Condoleezza Marie, Piquetdeprison, Colique, Barbie Sue, Anniversaire ;
- Ma, la sœur de Cletus ;
- Cousin Merl, cousin ;
- Curly Sue, filiation indéterminée ;
- Geech, fin limier ;
- Nadia Beth (DiaBetty dans la V.O.), cousine obèse et avec une étrange détermination à perdre du poids.

### Famille Gumble
- Barney Gumble, ancien sobre, devenu alcoolique. A tendance à roter.
- Arnold Gumble, ancien soldat surnommé Arnie. Père de Barney, mort dans un accident de char de 1979.
- Mme Gumble, mère de Barney. Apparaît dans le 19e épisode de la saison 9 : Un Homer à la mer et accompagne son fils lorsqu'il s'engage dans la Marine.
- Al Gumble, frère d'Arnie. Aujourd'hui disparu. Il était propriétaire du bowling « Barney's Bowlarama » où Homer et ses amis jouent régulièrement.

## Centrale nucléaire de Springfield
- Charles Montgomery Burns : propriétaire, milliardaire machiavélique et assoiffé d'argent.
- Canary Montgomery Burns : canari jaune. Fut nommé un temps propriétaire légal de la centrale nucléaire de Springfield pour de sombres raisons d'évasion fiscale par le propriétaire régulier M. Burns. Homer le libère pour devenir patron de la centrale. Aujourd'hui disparu. Le canari pourrait se trouver aux Îles Canaries où Bart lui a suggéré d'aller.
- Waylon Smithers : assistant exécutif, sycophante, lèche-bottes, homosexuel, et amoureux de M. Burns. Dans les premiers épisodes, sa peau était noire, mais au fil du temps, il est devenu jaune comme les autres.
- Lenny Leonard (ami d'Homer de la centrale) : apparaît presque toujours avec Carl. Très populaire auprès de ses proches, chanceux et généreux, Marge, Bart et Lisa l'aiment particulièrement. C'est un fan de bowling et on le retrouve souvent dans le bar de Moe. On découvre dans un épisode de la saison 13 qu'il est bouddhiste, tout comme Carl.
- Carl Carlson (autre ami d'Homer de la centrale) : il apparaît presque toujours avec Lenny. Carl n'est pas seulement le collègue d'Homer mais aussi un de ses meilleurs amis depuis l'enfance. Il est noir et beau, bouddhiste, possède une maîtrise en physique nucléaire, adore le bowling et boire un coup chez Moe. Dans l'épisode La Guerre pour les étoiles, il évoque son enfance en Islande. Ce sont pratiquement les seuls détails de sa vie connus. Il a affirmé par le passé qu'il a une famille et qu'il est le supérieur d'Homer, mais il garde la plupart du temps ces choses pour lui, à cause de sa langue éternellement caustique.
- Charlie est le surveillant des émissions rayonnantes dangereuses, il porte des lunettes de sécurité. Souvent calme et travaillant dans le fond, il est connu comme milicien. On le trouve souvent à la taverne de Moe après le travail.
- Zutroy, travailleur immigré clandestin, et, selon M. Burns, « aussi américain que le hamburger ». Il remplace Charlie lorsque ce dernier a été indisposé.
- Tibor, le bouc-émissaire principal de la société, promu avant Homer.
- Brick, un des remplaçants d'Homer.
- Mindy Simmons : une des rares femmes employées sur un pied d'égalité avec les hommes à la centrale. Elle est décrite comme l'équivalent féminin d'Homer, elle partage notamment son goût pour la nourriture et la sieste. Elle a été la collaboratrice d'Homer Simpson, ils ont failli avoir une liaison dans La Dernière Tentation d'Homer. Après que ce dernier l'a repoussée, Mindy a été renvoyée de l'usine pour alcoolisme.
- Jacques Cosette (Jack Marley dans la version originale) : employé de longue date mis à la retraite contre son gré dans Marge a trouvé un boulot. Il reparaît néanmoins dans plusieurs autres épisodes dont Marge à l'ombre et un Homer à la mer, entre autres.
- Frank Grimes (surnommé par Homer « Grimey » en VO et « Grimling » en VF) : il apparaît uniquement dans l'épisode L'Ennemi d'Homer. Employé initialement en tant que vice-président, il est immédiatement remplacé par un chien. Il a été affecté au secteur 7G au poste de technicien nucléaire où il se retrouve voisin d'Homer. En tant qu'autodidacte ayant souffert des péripéties de la vie, il est outré par les innombrables défauts d'Homer, tant professionnels que personnels. Leurs tentatives de concilier leurs divergences ne font qu'empirer la situation. Il va par ailleurs inscrire Homer à un concours uniquement pour enfants dont le but est d'imaginer la centrale du futur. Même si Grimes tente d'humilier Homer, les autres au contraire le félicitent. Il meurt par électrocution en imitant Homer, en touchant des câbles électriques haute tension sans gants.
- La barre de carbone inerte est, comme son nom l'indique, un cylindre composé de carbone. D'abord nommée « employée du mois », c'est elle qui « sauvera » Homer et son équipage dans l'espace. Elle est l'avant-dernier maillon de l'organigramme de la centrale nucléaire, juste avant Homer Simpson. On l'aperçoit dans le générique du début de chaque épisode où elle s'accroche au dos de Homer.
- Inconnu, un dobermann, le chien héroïque qui a été nommé vice-président exécutif en remplacement de Grimes, au lieu du choix initial de Waylon Smithers.
- Queenie, un poulet qui a remplacé un temps Homer Simpson. Il a sauvé la centrale d'une fusion de réacteur.
- Albert (Stuart dans la version originale), un canard, employé chargé du transport interne des déchets nucléaires.
- Blinky, poisson à trois yeux, résultat inattendu des émanations radioactives et mascotte de la centrale durant un temps. L'un des nombreux mutants trouvés dans les eaux de Springfield.
- Aristotle Amadopolis dit Ari est le propriétaire de la centrale nucléaire de Shelbyville. Sa relation avec Montgomery consiste en une saine compétition et un respect mutuel. Il a collaboré, par le passé, avec Montgomery dans des prises de décisions concernant la sécurité et est connu pour avoir effectué avec lui de modestes paris.
- Hans, Fritz & Horst sont les figures du consortium allemand qui posséda brièvement la centrale, lors du départ temporaire de Montgomery à la retraite.
- Daphne Burns est la mère de Montgomery, âgée de 122 ans. Elle vient du Sud profond. Elle a eu une impardonnable aventure avec le président Taft, mais aujourd'hui ses capacités ne lui permettent plus que de téléphoner et de hurler.
- Larry Burns est le fils illégitime de Montgomery. Né en 1940, sa vie est un échec total, qu'il ait eu ou non des ressources de la part de son père qui lui a fourni un poste.
- Lily Bancroft est la fille de Mimsy, camarade de classe de Montgomery, et mère de son fils illégitime, Larry Burns. Elle a été envoyée en mission comme bonne sœur dans les mers du Sud.
- Waylon Smithers Sr. fut le premier adjoint administratif de Montgomery et père de Waylon Jr. Il est mort en empêchant une fusion du réacteur afin de sauver son fils et la ville.
- (Nom Inconnu) Lamantin Se fait passer pour Homer dans la saison 17 et fait naître une grande amitié entre le lamantin et M. Burns.
- Rose : assistante d'Homer à la centrale nucléaire et ancienne connaissance de Ned Flanders, elle prend rapidement la place d'Homer qui se débarrasse d'elle avec l'aide de Ned.

## École élémentaire de Springfield

### Administration
- Seymour Skinner, principal de l'école de Bart et Lisa, ancien militaire puis prisonnier, fils-à-maman, vit avec sa mère Agnès Skinner qui est une vraie peau de vache avec lui. Dans un épisode, on apprend que son vrai nom est Armin Tamzarian et qu'il a pris la place du véritable sergent Skinner, qu'il croyait mort. Autrefois, il était un professeur branché que tout le monde aimait.
- Inspecteur Gary Chalmers, est le stéréotype local de l'inspecteur d'académie attaché à l'école de Springfield. À chacune de ses visites dans l'établissement, une catastrophe se déclenche, ce qui provoque chez Seymour Skinner des angoisses profondes. Seymour échafaude alors des histoires chaque fois plus improbables pour expliquer ce qui s'est passé. Skinner tente souvent d'exploiter le génie de Lisa pour donner une bonne image de son établissement. A souvent tendance à hurler « Skinner ! » lorsqu'il arrive une catastrophe, généralement provoquée par Bart. Dans les dernières saisons, il hurle pour interpeller Skinner même quand il n'a rien fait. Dans un épisode de la saison 20, il hurle Skinner alors qu'il ne fait que le mentionner devant Lisa. Dans l'épisode 21 de la saison 26, nous en apprenons plus sur son comportement qui serait lié selon lui au fait que son père, un psychologue, était adepte de la méthode du psychologue et behaviouriste Burrhus Frederic Skinner ("B. F. Skinner"). Son père aurait tenté des expériences de conditionnement comportemental telles que traverser un labyrinthe de hamsters pour obtenir son petit déjeuner. Ainsi s'expliquerait sa tendance à hurler « Skinner ! ».
- Leopold, assistant de Chalmers. C'est un être hargneux et ronchon qui terrorise les enfants.
- Atkins, inspecteur académique.

### Enseignants
- Mme Edna Krapabelle (Krabappel), institutrice de 4e année (4th grade), soit l'équivalent du CM1 dans le système scolaire français, fiancée de Seymour Skinner pendant un temps. Elle a rompu lors de leur mariage. C'est une grosse fumeuse et elle réprimande souvent Bart qui est son pire élève. Elle est sortie avec Moe et devient plus tard la femme de Ned Flanders. Elle est également une nymphomane, ce qui fait en sorte qu'elle est l'objet de convoitises de plusieurs hommes de la ville de Springfield. Après sa mort dans la saison 26, Edna Krapebelle se fait remplacer par une nouvelle enseignante Mme Barrera.(Les producteurs de la série ont annoncé que le personnage d'Edna Krapabelle sera entièrement retiré de la série). Bien qu'elle soit l'enseignante désabusée de Bart, elle développera parfois de l'affection pour lui, et celui-ci la consolera à plusieurs reprises lors de ses déceptions amoureuses.
- Mlle Audrey Mc Connell, institutrice de 3e année (3rd grade), soit l'équivalent du CE2 dans le système scolaire français. Bart et Lisa seront dans sa classe car Bart a respectivement été rétrogradé en 3e année et Lisa surclassée en 3e année à la suite de leurs résultats à un test.
- Mlle Elizabeth Hoover, institutrice de 2e année (2d grade), soit l'équivalent du CE1 dans le système scolaire français. Elle est accro au chocolat et sort avec Choco Beeny (Coco Cacao en français). Bart Simpson semble montrer quelques sentiments envers elle. Elle est l'enseignante de Lisa, Ralph, Janey, Allison Taylor et plusieurs autres.
- M. Dewey Largo, professeur de musique. Il apparait à de rares reprises durant la saison 1, avant de disparaitre, puis de ressurgir durant un court moment, où il a dû remplacer Willie pour devenir le nouveau concierge de l'école. Il apparaît dans chaque générique des Simpson, au moment du solo (toujours différent) de Lisa. Autrement, il fait de la figuration à l’église ou aux assemblées municipales à l’hôtel-de-ville. Dans l'épisode où Moe veut se faire rapetisser les jambes, on le voit clairement proclamer qu'il voulait devenir une femme. Au début de la saison 22, on apprend qu'il a 53 ans.
- M. Schindler, professeur de dessin.
- M. Glascock, instituteur (retraité).
- Mme Blumenstein, institutrice, entraîneur d'équipe de discussion.
- M. Sikorsky, professeur d'achats.
- Mme Cummerdale, professeur de gym.
- Brunella Pummelhorse, professeur de gym qui dans un épisode déclara qu'elle allait changer de sexe et reviendra en tant que professeur de travaux manuels (Willie le gentleman).
- M. Walter Ophile, professeur de gym (nommé seulement).
- M. Bergstrom, instituteur de remplacement (dont Lisa fut amoureuse).
- M. Courtequeue (M. Malabite en version québécoise), enseignant dépressif.
- M. Capuccino, professeur de français (qui ne parle pas français couramment d'après Lisa).
- M. Zachary Vaughn, professeur remplaçant Mlle Krapabelle dans l'épisode La Réponse de Bart. Jeune, branché et utilisant comme méthode d'enseignement les textos, les blogs, Facebook et Twitter, il est renvoyé de l'école après avoir été surpris saoul devant ses élèves et l'administration de l'école.
- Mme Juniper, professeur de musique qui remplace M. Dewey Largo dans l'épisode Moe n'en loupe pas une. Elle eut une petite relation avec Skinner.
- M. Jack Lassen, nouveau professeur de Bart (dans l'épisode Blazed and Confused), il était connu pour être un des pires professeurs. Celui-ci démasquant Bart essayant de lui jouer un mauvais tour, il lui rase le crâne. Mais, à la fin, il est renvoyé et travaille comme gardien de prison et propose à Tahiti Bob de le faire sortir de prison à condition qu'ils fassent un travail d'équipe.
- Mme Berrera, Elle remplace définitivement Edna Krapabelle au poste d'enseignant en 4e année  (CM1) à la suite de la mort de cette dernière.

### Autres
- Willie, l'homme d'entretien et concierge d'origine écossaise. Il est plusieurs fois dit ou supposé qu'il serait en réalité un fou échappé d'un asile psychiatrique. Son comportement dans certains épisodes tend à confirmer qu'il est réellement fou. Dans l'épisode Willie le gentleman (S17E12), Lisa joue les Pygmalion et l'aide à devenir un gentleman. Il était anciennement professeur de natation. Il a été rétrogradé concierge à la suite d'un mauvais coup qui a fait passer Skinner de prof cool qui se servait du ping-pong pour enseigner les angles à directeur sévère.
- Doris, cantinière et infirmière.
- Docteur J. Loren Pryor, psychiatre scolaire.
- Entraîneur Fortner, entraîneur, alcoolique.
- Otto Bus, chauffeur de bus scolaire, membre des Alcooliques anonymes et consommateur de drogues psychotropes. Ado attardé, il est fan de heavy metal.
- Super Gerbe, gerboise, mascotte de la classe de CP, meurt dans l'épisode 25 de la saison 6.
- L'Irlandais, il apparaît rarement dans les premières saisons après avoir évoqué l'Irlande.
- Le Géant, présent lors de l'épisode 22 courts-métrages sur Springfield, on le revoit également dans Homer contre New York lors du voyage en autocar.

### Élèves
- Nelson Muntz, brute, connu pour son rire méprisant « Ha, ha ! », souvent rival de Bart ou ami et petit ami de Lisa. Son père était un jour allé acheter des cigarettes et n'était jamais revenu. La vraie histoire, est que son père, en allant au Kwik-E-Mart s'est acheté une barre contenant des arachides auxquelles il est allergique. Il a boursouflé et un cirque l'a enlevé pour le présenter comme étant un homme singe. Tout le monde lui lançait des arachides, alors son allergie n'a jamais pu s'arrêter. C'est finalement Bart qui l'a découvert. Au fil des saisons, Nelson, devenu sociable et protecteur, deviendra ami avec Bart et Milhouse.
- Jimbo Jones, brute, toujours un bonnet de laine sur la tête. Son bonnet cache en fait un début de calvitie (voir saison 23, épisode 18).(VO : Pamela Hayden, VF : Serge Faliu (uniquement dans La Plus Belle du quartier), Régine Teyssot (Saison 2 à 6) et Joelle Guigui (depuis la Saison 7), et VQ : Joël Legendre et Martin Watier)
- Dolph Starbeam, brute, avec une longue frange.
- Kearney Zzyzwicz, brute, chauve, fils d'un père divorcé. Présenté dans plusieurs épisodes (entre autres Un Milhouse pour deux) comme père d'un enfant. Il a plus de 20 ans et il était dans le même CM2 qu'Otto[5]. (VO : Nancy Cartwright, VF : Régine Teyssot et VQ : François Sasseville)
- Janey Powell, amie de Lisa.
- Martin Prince, surdoué extraordinaire. Passé pour mort dans un épisode de la saison 19. Il a eu la vie sauve grâce à l'élastique de son caleçon.
- Sherry et Terry Mackleberry, jumelles aux cheveux mauves dont le père est responsable du personnel à la centrale.
- Ralph Wiggum, enfant mentalement retardé qui est amoureux de Lisa. C'est le fils du Chef de police Clancy Wiggum.
- Allison Taylor, concurrente de Lisa en saxophone et sa rivale, elle apparaît dans l'épisode La Rivale de Lisa.
- Alexis Whitney, très bonne camarade de classe de Lisa.
- Lewis, garçon afro-américain dans la classe de Bart. Il traîne parfois avec lui.
- Richard, garçon avec une veste bleu dans la classe de Bart. il traîne parfois avec lui.
- Rex, acteur de théâtre très dramatique.
- Tommy, gamin de la classe de Bart (le plus beau, n'apparaît que dans un épisode)
- Üter, un correspondant allemand.
- Le Loupiau De Moe Szyslak ou Little Moe Szyslak (en VO) Un enfant ressemblant étrangement à Moe Szyslak.
- Michael, fils de Gros Tony. Il veut devenir chef cuisinier plutôt que de suivre les traces de son père dans la mafia. (Parrain par intérim) Son prénom vient de Michael Corleone, le héros des célèbres films Le Parrain.
- Francine Renquiest, apparaît dans La Brute et les Surdoués et dans La Double Vie de Lisa. Francine tape tous les élèves qui sont intelligents.
- Nikky Magellan, apparaît dans Baiser volé, nouvelle petite amie de Bart lors de cet épisode.
- Wendell Borton, est un camarade de classe de Bart, un albinos qui est toujours malade.
- Cosine, surdoué. Il a un air japonais ou chinois, il est ami avec Martin.
- Database, surdoué. Il porte des lunettes, il est ami avec Martin.
- Isabel Gutierrez, apparaît dans Belle Lisa ou Isabelle, c'est une fille originaire d'Argentine qui ressemble à Lisa sur le plan personnel sauf que celle-ci est républicaine.
- Diggs, apparaît dans Diggs, c'est un garçon qui a sauvé Bart d'une confrontation avec les tyrans de l'école. Diggs a pour vocation de devenir un champion en matière de fauconnerie et veut aller à la conquête du ciel.
- Luca Bortner, apparaît dans Luca$, c'est un garçon qui est sorti avec Lisa. Son rêve est de devenir un professionnel à des concours de gros mangeurs.
- Donny, apparaît dans L'Infiltré, c'est un garçon originaire de l'orphelinat de Shelbyville, il a été engagé par Skinner et Chalmers pour infiltrer le cercle d'amis de Bart.
- Bashir, apparaît dans Les Apprentis Sorciers, c'est un garçon originaire de Jordanie qui est devenu ami avec Bart.

## Administration
- « Diamond » Joe Quimby, maire corrompu, véreux, vénal et infidèle.
- Big Tom et Ernie, gardes-du-corps du maire.
- Chef Clancy Wiggum, chef stupide et incompétent de la police municipale de Springfield.
- Lou, sergent de police. Il aurait été marié à une certaine Amy.
- Eddie, officier de police. Il apparaît dans plusieurs épisodes, mais ne parle presque jamais.
- Plusieurs chiens policiers :
  - Bobo
  - Scraps
  - Sergent Baston (c'était le chien flic de Springfield quand Homer était adolescent)
  - Laddie (il appartenait avant à Bart qui l'a laissé au chef Wiggum)
  - Sergent Morfalou
  - Officier Mordeur
  - Officier K9 (référence à la série télévisée Doctor Who)
  - Petit Papa Noël, chien des Simpson a aussi été chien policier.
- Juge Multon, doyen des juges.
- Juge Roy Snyder, doyen des juges, connu pour sa clémence. Son apparence est inspirée de Robert Bork[6]. (VO : Harry Shearer, VF : Michel Modo et Gérard Rinaldi et VQ : Yves Massicotte)
- Juge Constance Harm, jeune juge, connue pour sa sévérité (une parodie du juge Judy). Elle a menotté Bart et Homer dans l'épisode Les parents trinquent et avoue par lapsus avoir été un homme par le passé dans ce même épisode. Elle a refusé le divorce à Homer et Carmen et ordonné l'émancipation de Bart. Elle vivait sur un bateau au 1, rue de l'Océan à Springfield (avant que Homer ne lui coule son bateau avec un parpaing destiné à l'assommer) avec son otarie. Elle est fan de Blue Öyster Cult.
- Ray Patterson, ancien chef des éboueurs, remplacé par Homer qui sera renvoyé à son tour.
- Rex Banner, chef de la police remplaçant Wiggum lors d'un seul épisode car le chef Wiggum ne prenait pas au sérieux la loi de l'arrêt de l'alcool et il rendit Homer complètement fou. Homer décida alors de fabriquer son propre alcool qu'il envoya chez Moe grâce à un système très complexe de tuyaux et de gouttières de bowling.

## Maison de retraite de Springfield
- Abraham Simpson. Le père de Homer, qui est surnommé Abe. Grand-père Simpson vit dans la maison de retraite depuis presque huit ans. Il a aidé Homer à acheter sa maison à condition qu'il vive sous son toit. Homer a accepté. Et on apprend que dans l'épisode (Et avec Maggie ça fait trois) que quinze jours plus tard, il confiait son père à la maison de retraite.
- Jasper Beardley, meilleur ami d'Abraham Simpson, et membre des tailleurs de pierres.
- Béatrice Simmons, maîtresse d'Abraham Simpson. Elle meurt dans son sommeil en léguant cent soixante mille dollars à Abe. Ce dernier se servira de cent mille dollars pour rénover la maison de retraite ; et le reste, il en profite. Elle apparaît pour la première et dernière fois dans Un amour de grand-père (Saison 2 - Épisode 17).
- Malloy, appelé « Filou Félin », voleur du plus grand Zircon du monde au musée de Springfield. Il avait annoncé son crime pour défier la milice d'Homer. Il a finalement été démasqué par Abraham. Il réussit tout de même à s'échapper de prison en dupant tous les habitants de Springfield.
- Alice Glick, vieille femme qui allait très souvent à la messe. Elle est morte tuée par une peluche-robot créé par Martin Prince et Bart Simpson.
- Erwin, un homme juif qui vit avec sa femme. Ami d'Abraham et de Jasper.

## Criminels
- Gros Tony : chef de la mafia de Springfield et souvent accompagné de ses hommes de main. La mafia fait de récurrentes mais rapides apparitions au cours des épisodes, dans lesquelles on la voit cacher des cadavres sans plus d'information. Malgré cela et malgré quelques plus « gros coups » dans d'autres épisodes, Gros Tony et sa bande ne sont que très rarement inquiétés par les policiers, même quand ils « taquinent » ces derniers à l'arme à feu. Gros Tony a déjà aidé Bart, Marge et Homer mais, à chaque fois, son instinct criminel reprend le dessus et cela se termine mal. Il a un fils du nom de Michael et sa chanson préférée est Radio Love. Il meurt dans la saison 22 épisode «Gym Tony » et est remplacé par son cousin Gym Tony qui deviendra finalement Gros Tony.
- Michaël : Fils de gros Tony, il est excellent cuisinier mais il arrive à tuer les adversaires mafieux de son père avec du poison dans "Parrain par intérim"
- Louie : (appelé aussi Luigi ou Mario dans certains épisodes). Il est le bras droit de Gros Tony et ne se sépare jamais de son couteau.
- Guibole : (de son vrai nom Paolo ou Luigi selon les épisodes). Le second homme de main de Gros Tony, il aime les manhattan et est un excellent médecin (il a recousu le pouce d'Homer et enlevé une balle du bras de Gros Tony).
- Johnny « Bouche Cousue » : un des hommes de Gros Tony, ayant la particularité d'éviter de parler. Il apparaît quand Gros Tony a fait venir des amis pour l'aider à tuer la famille Simpson qui ne voulait pas le payer pour aider le commerce de bretzels de Marge.
- Joey L'un des hommes de main de Gros Tony. On sait peu de choses sur lui sauf qu'il donnait des cours à l'école de clowns où est allé Homer.
- Jimmy « La Hache » : membre de la mafia, il est seulement cité par Gros Tony dans l'épisode Gym Tony. D'après son surnom, la seule arme que Jimmy « La Hache » utilise est une hache.
- Frankie « Le Bavard » (Ou « La Balance » / « Le Mouchard »): membre de la mafia, on le voit souvent se faire agresser par Gros Tony et sa bande. Il déclare ne pouvoir s'empêcher de parler.
- Le Serpent (parfois aussi Le Crotale, Le Cobra ou Snake) Il est appelé ainsi à cause de son tatouage sur le bras droit. Il est l'auteur de nombreux braquages, notamment au minimarché d'Apu. C'est aussi un joueur de poker et de bowling. Dans L'Histoire apparemment sans fin, il est dit qu'il était jadis un archéologue, ressemblant à Indiana Jones. Il serait devenu criminel depuis que Moe a volé ses pièces d'or pour une histoire amoureuse. Il a décidé depuis lors de se "venger de la société". Il a l'habitude de coincer un paquet de cirarettes dans la manche droite de son t-shirt. Ce personnage, de par son physique et sa voix grave, est une référence explicite au héros de John Carpenter, Snake Plissken. Il a un fils nommé Jeremy dont il lui apprend le métier de cambrioleur.
- Jack Crowley Peintre talentueux que Marge fait sortir de prison sous sa responsabilité dans L'Orgueil du puma. Il trouve un emploi à l'école élémentaire de Spingfield mais est renvoyé en prison après avoir eu une discorde avec le proviseur Skinner et avoir incendié la voiture de celui-ci.
- Hank Scorpio. Président de la Globex Corporation qui embauche Homer afin de motiver l'équipe de production nucléaire, il se trouve en fait être un terroriste international qui fait chanter l'ONU à l'aide d'armes nucléaires (voir Un monde trop parfait).
- Lucille Botzkowski. Cambrioleuse recherchée et dangereuse surnommée « La baby-sitter démoniaque ». Apparaît seulement dans le dernier épisode de la saison 1 (Une soirée d'enfer). Elle a réussi à échapper à la police grâce à Homer. Néanmoins, elle est internée à l'hôpital psychiatrique de Springfield tel que l'on peut voir dans l'épisode où Ned Flanders devient fou durant l'épisode Une crise de Ned saison 8.
- Dwight David Deavenshoper, braqueur de banque apparaissant dans La Marge et le Prisonnier.
- Les forains. Deux hommes, un adulte et un enfant, qui volent la maison des Simpson dans Un drôle de manège.
- Frank Grimes Jr. est le fils illégitime de Frank Grimes, fruit du hasard dû à la propension de Frank à fréquenter les prostituées. Il est garagiste. Il apparaît dans l'épisode Qui veut tuer Homer ? dans lequel il tente de venger la mort de son père causée, selon lui, par Homer Simpson. Il essaie plusieurs fois mais en vain. Lors de la dernière tentative, Homer est sauvé par Tahiti Bob. Grimes Jr est arrêté par la police.
- Tahiti Bob (Sideshow Bob dans les versions originale et québécoise), Robert Underdunk Terwilliger, assistant et ancien associé de Krusty, il est responsable de l'emprisonnement de Krusty en braquant le mini-marché dans l'épisode Un clown à l'ombre, puis démasqué par Bart et Lisa parce qu'il a de très longs pieds. À cause de l'intervention de Bart, c'est ce dernier qui devient sa cible privilégiée. Sa femme est Francesca et son fils est Gino. Intelligent, cultivé, amateur d'opéras dont il peut chanter de larges extraits. Il possède de grands et longs pieds, qui le trahissent souvent, ainsi que des cheveux rougeâtres qui lui arrivent dans le cou. Parfois considéré comme l'antagoniste principal de la série, il sera plus rarement représenté comme le gentil (Frères ennemis, Qui veut tuer Homer ?, ...). 
  - Francesca Vendetto : femme de Tahiti Bob originaire d'Italie, elle apparaît dans l'épisode Vendetta. Elle a participé au plan de Bob pour tuer Bart, elle a été arrêtée et elle est en prison.
  - Gino Terwilliger : fils de Tahiti Bob, apparaît dans l'épisode Vendetta. Il a participé au plan de Bob pour tuer Bart, il a été arrêté et se trouve en prison.
  - Robert Terwilliger Sr. : Le père de Tahiti Bob, c'est un brillant médecin. Il a participé au plan de Bob pour tuer Bart, il a été arrêté et se trouve en prison.
  - Dame Judith Underdunk : La mère de Tahiti Bob, elle est une brillante professeure de littérature à l'université. C'est d'elle que Bob tient ses cheveux. Elle a participé au plan de Bob pour tuer Bart, elle a été arrêtée et se trouve en prison.
  - Cecil Terwilliger : Le frère de Tahiti Bob. Il a essayé de devenir l'assistant de Krusty, mais c'est son frère Bob qui a eu (accidentellement) le rôle. Il a essayé de détruire le barrage de la ville. Il a été arrêté par Bart, Lisa et Bob.
- Gloria : La femme du Serpent. Elle a été en couple avec Mr Burns. On sait qu'elle s'est débarrassée d'un témoin pour le Serpent et qu'elle a jeté son corps dans un lac où il a jeté le corps de son avocat. On l'a vu aussi enceinte dans un autre épisode.
- Julia : Elle est apparue dans Le Barbier de Springfield. Elle est tombée amoureuse d'Homer quand il était chanteur d'opéra. Quand il l'a rejetée, elle a voulu le tuer.

## Taverne de Moe
- Moe Szyslak, propriétaire de la taverne, laid et mal-aimé, il veut souvent se suicider : il s'est déjà fait refaire le visage dans un épisode, mais a retrouvé son ancien visage après un accident sur un tournage puis il voulait sauter d'un pont et, par chance, il a rattrapé Maggie Simpson quand Homer a presque foncé dans une voiture (Saison 14 - Épisode 17 : Moe, le baby-sitter). Il est d'origine néerlandaise ou italienne lors d'une apparition de lui étant enfant et parlant avec un accent italien. Il a été un élève brillant à l'université pour barmans de « C'est ma tournée ! » dans Les Maux de Moe (Saison 13 - Épisode 3).
- Barney Gumble, ancien traqueur de boissons, meilleur ami d'Homer, surdoué jusqu'à la veille de son examen où Homer lui fait découvrir une Bière Duff et devient alors alcoolique et rate sa vie.
- Sam, pilier de bar, avec chapeau vert et lunettes, un ami d’Homer.
- Larry, pilier de bar, plus grand et déplumé, un autre ami d’Homer.
- Aerosmith, qui fut le groupe local dans l'épisode Un cocktail d'enfer
- Les membres de U2, qui aiment bien se détendre chez Moe lorsqu'ils passent à Springfield.
- Collette, la serveuse embauchée par Moe durant sa période faste (Un cocktail d'enfer), Collette est une parodie de Diane de la série télévisée Cheers.
- Jay Sherman qui apparait dans l'épisode Burns fait son cinéma

## Médecine, santé
- Hôpitaux
  - Hôpital général de Springfield
  - Hôpital mémorial de Marvin Monroe
  - Centre de médecine gériatrique de Springfield
  - Hôpital psychiatrique Calmwood
- Dr Julius Hibbert, médecin (originellement, une parodie de Bill Cosby). Doté d'un sens de l'humour, il saisit souvent la moindre occasion pour rire de ses propres plaisanteries, généralement moqueuses, y compris dans des situations tragiques.
- Dr Nick Riviera, médecin, décalé naturellement. Non diplômé dans certains épisodes. Il meurt écrasé par un gros morceau du Dôme dans le film mais réapparaît dans la saison 20.
- Dr Wolfe, dentiste.
- Dr Marvin Monroe, psychiatre (présumé mort jusqu'à son retour dans Tout un roman ! où l'on apprend qu'il sort d'une grave maladie). Son nom apparaît sur des pierres tombales dans les épisodes Adieu Maude et Voyage au bout de la peur. VO : Harry Shearer ; VF : Michel Modo ; VQ : Yves Massicotte.
- Dr J. Loren Pryor, psychiatre.
- Dr Foster, psychiatre, ayant soigné Ned Flanders dans l'épisode Une crise de Ned.
- Dr Swanson, psychologue est chargée de s'occuper de Bart dans La Chorale des péquenots.
- Dr Egoyan, psychiatre.
- Candace, une pharmacienne qui vendait des médicaments à Homer dans Le rêve de tout homme.

## Télévision
- Krusty le clown, de son vrai nom Herschel Schmoikel Krustovsky, c'est un clown assez navrant. Quand il demande à sa fille Sophie comment elle l'a retrouvé, elle répond : « J'ai tapé “clown minable” dans un moteur de recherche et ton nom est apparu. »
  - Rabbi Hyman Krustovsky, rabbin et père autrefois étranger de Krusty.
  - Sophie, fille illégitime de Krusty. Apparaît dans Une fille de clown.
- Lois Pennycandy, assistante personnelle de Krusty.
- Tahiti Bob (Sideshow Bob dans Québec et version originale), Robert Underdunk Terwilliger, assistant et ancien associé de Krusty, il est responsable de l'emprisonnement de Krusty en braquant le mini-marché dans l'épisode Un clown à l'ombre, puis démasqué par Bart et Lisa. À cause de l'intervention de Bart, c'est ce dernier qui devient sa cible privilégiée. Sa femme est Francesca et son fils est Gino. Intelligent, cultivé, amateur d'opéras dont il peut chanter de larges extraits. Il possède de grands et longs pieds, qui le trahissent souvent, ainsi que des cheveux rougeâtres qui lui arrivent dans le cou. Parfois considéré comme l'antagoniste principal de la série.
  - Francesca Vendetto : femme de Tahiti Bob originaire d'Italie, elle apparaît dans l'épisode Vendetta.
  - Gino Terwilliger : fils de Tahiti Bob, apparaît dans l'épisode Vendetta.
- Cecil Terwilliger, frère de Bob, il cherche à venger l'honneur de Tahiti Bob en essayant de tuer Bart à son tour et de noyer toute la ville de Springfield.
- Tahiti Mel (Sideshow Mel), Melvin Van Horne, le remplaçant humble mais bavard de Bob. Son langage se veut châtié mais tombe dans le ridicule. Ses cheveux sont nuancés entre le bleu et le vert clair. Il porte un os dans ses cheveux et un collier à la manière des Indiens.
- M. Teeny III, singe dressé du spectacle de Krusty, ancien ministre du Tourisme du Brésil. Dans certains épisodes, on le voit en tant que chauffeur de Krusty le clown.
- M. Teeny II, ancien singe dressé du spectacle de Krusty, mort.
- M. Teeny I, ancien singe dressé du spectacle de Krusty, mort.
- Caporal Tape-Dur (ou Caporal Punition au Québec). Son nom, en version originale, est un jeu de mots : Corporal Punishment (Punition Corporelle), personnage régulier du spectacle de Krusty.
- Tina Ballerina, autre intervenant régulier.
- Kent Brockman, présentateur local de la KBBL-TV (Channel 6), de son vrai nom Kenny Brockelstein, il a aussi une sœur.
- Arnie Pie, journaliste en hélicoptère pour la circulation, sur Channel 6. Méprisée par Kent Brockman. Il devient présentateur une seule journée dans la saison 19.
- L'Homme-abeille, (de son vrai nom Pedro) invité hispanophone de la télévision KMEX-TV (Canal Ocho), il est le personnage principal d'une sitcom espagnole ou mexicaine comique.
- Emma, ex-femme de l'Homme-abeille.
- Roger Meyers, Jr., président de la « Itchy et Scratchy International ».
- Roger Meyers, Sr., fondateur de la « Itchy et Scratchy International ».
- Chester J. Lampwick, clochard, créateur de dessins animés violents, le véritable créateur d'Itchy & Scratchy.
- June Bellamy, la voix des personnages animés Itchy & Scratchy.
- MacGyver, héros de l'émission favorite de Patty et Selma Bouvier. Personnifié par Richard Dean Anderson.
- Roofi : chanteur pour enfants très apprécié des bébés. Maggie devient fan de lui dans l'épisode Allocutions familiales (Saison 15 - Épisode 8).
- Gabbo: marionnette qui concurrence l'émission de Krusty. Gabbo a été dessinée sur le modèle de Howdy Doody, une marionnette de ventriloque d'une émission pour enfants du même nom diffusée sur NBC dans les années 1950. Sa voix est basée sur celle de Jerry Lewis. Son nom est une référence au film The Great Gabbo qui met en scène un ventriloque du nom de Gabbo et sa marionnette Otto.
- Itchy et Scratchy, dessin animé d'un chat et d'une souris dans l'émission de Krusty (en fait, une parodie trash de Tom et Jerry Show). Il y a aussi Poochie (Homer), Klu Klux Clam, une fourmi, un bouc, un écureuil (inspiré par Marge). Marge a même voulu arrêter Itchy et Scratchy dans l'épisode Tous à la manif (Saison 2 - Épisode 9) car cette série était trop violente pour les enfants mais elle n'a pas réussi.
- Les Joyeux P'tits Lutins est un dessin animé pour enfants. Ils ressemblent à des Schtroumpfs verts, (il y a un vieux lutin sage, un lutin à lunettes, un joyeux, une avec des longs cheveux blonds...) et délivrent des messages de paix et d'amour, qui agacent Bart, contrairement à Lisa et Maggie.
- Les Sept Nains Duff, inspirés de ceux de Disney. Ils se nomment Gerbeur, Honteux, Hargneux...
- Travailleur et Parasite, dessin animé venant de l'Europe de l'Est et qui n'est qu'une pâle copie d'Itchy & Scratchy dans un style graphique très médiocre, vu dans Krusty, le retour.
- Poochie : le chien, personnage de dessins animés. Homer en fait la voix. Il a été supprimé car il n'intéressait personne et également car Homer démissionnait de ce métier.
- Pénélope : apparaît dans l'épisode 10 de la saison 21, Il était une fois à Springfield, assistante de Krusty promue pour faire augmenter l'audience, ils deviennent très vite amoureux.
- Freddy-Les-Doigts-de-Fée : cambrioleur intervenant parfois dans les émissions de Krusty, finissant toujours par se ramasser une tarte de Tahiti Mel.
- Chloé Taggbo : journaliste, ancienne amie de Marjorie et ex petite-amie de Barney, elle a choisi ses études de journaliste, et retrouve Barney le jour où elle faillit tomber dans la lave.
- Declan Desmond : réalisateur de documentaires. Il a fait un documentaire dans la saison 18 sur des habitants de Springfield, depuis leurs enfance à l'âge adulte. Y compris Homer.

## Cinéma
- Troy McClure, une star de cinéma has been et brushée.
  - MacArthur Parker (John-David La Caisse), agent de McClure.
- Sarah Sloane, actrice qui fréquenta Ned durant un épisode.
- Rainier Wolfcastle alias McBain, un célèbre héros de film d'action hollywoodien, fils de nazi et accro aux stéroïdes. Ce personnage est une parodie d’Arnold Schwarzenegger.
  - Maria, sa femme.
  - Greta, sa fille.
- Lyle McCarthy : Le coach sportif des stars. Il a coaché Brad Pitt et Angelina Jolie. Il s'est occupé d'Homer quand celui-ci a joué dans un film de super-héros. Il l'a rendu musclé mais quand il est parti, Homer a recommencé à manger et il a grossi. Il est apparu dans Super Homer.

## Radio
- Bill et Marty, duo radiophonique sur KBBL-FM.
- Edgar, autre présentateur de radio dans la saison 7
- Bob W.C, présentateur de Poubelle Show (L'amour ne s'achète pas).
- Michel Ange, présentateur de radio qui invite le docteur Marvin Monroe sur le plateau.

## Musique
- Gencives Sanglantes (Gingivite Murphy dans la version québécoise, Bleeding Gums Murphy dans la version originale), talentueux saxophoniste de jazz et frère du Dr Julius Hibbert. Il meurt peu de temps après avoir rencontré Lisa.
- Lurleen Lumpkin, auteur et interprète de chansons country western. Homer a été son manager dans Imprésario de mon cœur. Ils ont failli avoir une liaison
- Party Posse, boys band composé de Bart Simpson, Nelson Muntz, Milhouse Van Houten et Ralph Wiggum.
- L.T Smash, marin et créateur du boys band Party Posse pour recruter dans la United States Navy.
- Rachel Jordan/Kovenant, chanteuse de rock chrétien. Ephémère petite amie de Ned Flanders dans Le Miracle de Maude.
- Sadgasm, groupe de musique grunge parodie de Nirvana composé de Homer, Lenny, Carl et Lou, formé par Homer à la suite d'un chagrin d'amour (Les Années 90).
- Alcatraz, chanteur de rap afro-américain apparaissant seulement dans un épisode. Bart est allé a un de ses concerts.
- Alaska Nebraska, célèbre chanteuse adolescente apparue dans Une adresse chic. C'est une parodie de la chanteuse Hannah Montana.
- Les Bémols, groupe de musique référence au Beatles, composé d’Homer, Skinner, Apu et Clancy Wiggum qui plus tard sera remplacé par Barney. Ils ont enregistré un album en 1985. On apprend la connaissance du groupe dans Le Quatuor d'Homer. Ils ont gagné un Grammy Award grâce à leur chanson Baby on Board.
- Clarissa Wellington : Une petite fille qui gagna un concours de chant organisé par Krusty dans lequel Lisa a participé. C'était dans l'épisode Krusty chasseur de talents.
- Rita La Fleur : chanteuse de jazz qu'a connu Abraham dans les années 1950. Elle est apparue dans Gone Abie Gone.

## Sports
- Drederick Tatum, boxeur, parodie de Mike Tyson.
- Lucius Sweet, promoteur de boxe, parodie de Don King.
- Furious George, singe, combat au couteau.
- Raspoutine le Russe amical, autrefois le Russe fou, lutteur professionnel.
- Dr Hillbilly, lutteur professionnel.
- Iron Yuppie, lutteur professionnel.
- Professeur Werner von Brawn, lutteur professionnel.
- Clay Babcock, double champion de course automobile.
- Ronnie Beck, triple champion de course de caisses à savon.
- Stan The Boy Taylor, joueur de football, équipe des Atomes de Springfield.
- Flash Bailey, joueur de baseball, équipe des Isotopes de Springfield.
- Antoine Tex O'Hara, homme d'affaires, ancien propriétaire des Isotopes de Springfield.
- Howard K. Duff VIII, propriétaire actuel des Isotopes de Springfield.
- Jacques, le professeur de bowling français de Marge dans l'épisode Marge perd la boule.
- Anton Lubchenko, joueur vedette, d'origine ukrainienne, de l'équipe de football américain des Putois féroces de l'université de Springfield dans l'épisode Il était une « foi ».
- Goulash, professeur de gymnastique, il adore terroriser ses élèves en leur criant dessus, voire en leur confisquant leurs animaux de compagnie. Il a un accent allemand et porte une moustache brune et se met souvent en colère, il possède sa propre école de gymnastique : Le « Goulash Gym ».

## Personnages récurrents
- Le Professeur Frink inventeur génial qui invente régulièrement des machines plus ou moins loufoques qui défient les lois de la physique.
- Agnès Skinner, la mère acariâtre et possessive de Seymour Skinner
- Luigi, le propriétaire du restaurant italien Luigi's.
- Herman, personnage ayant perdu un bras en faisant de l'autostop, propriétaire de l'armurerie.
- Hans Taupeman (ou Hans Moleman au Québec), le personnage le plus malchanceux de la ville; presque aveugle, il porte des lunettes en fond de bouteille. Il est sorti un soir avec Selma et a expérimenté plusieurs emplois différents. Il est régulièrement blessé ou massacré, mais revient toujours. On apprend qu'il est en réalité âgé de 31 ans, et que l'alcool a détruit sa vie et son physique.
- Artie Ziff, un camarade de promotion de Marge Simpson, aujourd'hui propriétaire millionnaire de la Ziff Corp, ruiné, puis redevenu riche grâce à une invention géniale : remplacer le bruit horrible des modems bas débit, par de la musique qu'il a composée lui-même et sur laquelle il chante. Ce personnage est une parodie de Bill Gates.
- Disco Stu, de son véritable prénom Stewart est un fan de disco aux pat'd'ef qui, en réalité déteste le disco.
- Bébé Gerald, l'ennemi de Maggie Simpson. Il possède un seul gros sourcil épais qui lui barre le front.
- Capitaine Horatio McCallister, le vieux loup de mer borgne (avec un œil — et parfois deux yeux — de verre) et unijambiste, tour à tour capitaine d'un bateau de transport, pêcheur ou encore propriétaire et cuisinier d'un restaurant de poissons et fruits de mer.
- Le vendeur de bandes dessinées (Le gars des bandes dessinées au Québec), de son vrai nom Jeff Albertson est un personnage obèse, hirsute, hargneux qui possède la boutique de bandes dessinées The Baseball Cards' and Android's Dungeon (le donjon des androïdes et des cartes de baseball). Il est sorti avec Agnès Skinner. Maintenant, il sort avec Kumiko.
- Barry « Duff Man » Duffman, personnage portant en permanence un costume bleu turquoise et rouge, avec une cape rouge, digne d'un super-héros avec une ceinture de canettes de bière de la marque, plus une casquette et des lunettes de soleil sombres. Il est l'incarnation et le principal promoteur de la bière Duff (bien qu'il existe en réalité trois Duffman).
- Eleanor Abernathy, alias la folle aux chats, une vieille femme dérangée mentalement, toujours en compagnie d'un dizaine de chats, bredouillant des propos incompréhensibles et lançant des chats sur tous ceux qui la dérangent.
- Akira, serveur au restaurant japonais de Springfield.
- Lindsey Neagele (parfois Cathy Blackman), femme d'affaires célibataire et sans enfants, elle est l'archétype de la femme carriériste ayant sacrifié sa vie privée au profit de son succès professionnel.
- Cookie Kwan jeune femme asiatique et agent immobilier au Red Blazer Realty.
- Jeremy Freedman (nom incertain), jeune homme boutonneux de 15 ans avec une voix d'adolescent en train de muer, il apparait toujours dans des petits boulots (le plus souvent au Krusty Burger).
- Lionel Hutz, avocat incompétent, exerçant plusieurs autres professions (agent immobilier, baby-sitter, cordonnier…).
- Le riche Texan (Richard Texan), stéréotype du riche texan, il a des habits et un chapeau de cowboy blanc, fume le cigare et il crie la plupart du temps : «Yiiihaaaa! !». Il est aussi un excellent tireur.
- Martha Quimby, femme du Maire Quimby (une parodie de Jacqueline Kennedy Onassis).
- Le vieux Gil (Gil Gunderson), personnage très malchanceux dans ses différents métiers.
- Miss Springfield, plus belle fille de Springfield, elle couche souvent avec Joe Quimby.
- Kumiko Nakamura, jeune fille japonaise qui est auteur de mangas autobiographiques. Elle sort avec le vendeur de bandes dessinées.

## Personnages uniques
- Adil Hoxha, étudiant albanais qui arrive à Springfield dans l'épisode L'Espion qui venait de chez moi et qui se révèle être un espion qui sera échangé à la fin de l'épisode avec un agent américain retenu en Albanie
- Hank Scorpio qui apparait dans Un monde trop parfait
- Nelma : restauratrice qui héberge les Simpson dans sa camionnette en Floride pour un soir alors qu'ils sont recherchés dans l'épisode Folie homérique de la saison 11. Elle est aussi connue sous le nom de Madame « j'aime ça ».
- Frank Grimes Sr. : employé de la centrale, il meurt en imitant Homer touchant des câbles électriques sans gants à la centrale.
- Frank Grimes Jr. : fils du précédent, a essayé plusieurs fois de venger son père.
- Lester et Eliza : sosies de Bart et de Lisa.
- Mlle Melon : coordonnatrice pédagogique dans une école de surdoué.
- Etan Folet, Sydney Swift, Cécile Chapirot et Yann : élèves surdoués qui sont dans la même classe que Bart quand il échange sa copie avec celle de Martin et qu'il est envoyé dans la classe de Mlle Melon dans une école de surdoué.
- Lyle Lanley : escroc ayant vendu un monorail défectueux à Springfield dans Le Monorail.
- Number One : chef des Tailleurs de Pierre et du No Homers Club dans Homer le Grand.
- M. Bergstrom : professeur remplaçant de Lisa.Néanmoins, il fait une très brève apparition dans la saison 25.
- Armin Tamzarian (Armin Samfarian au Québec) : la personne qui incarne aujourd'hui Seymour Skinner.
- Seymour Skinner : le véritable Seymour Skinner, il apparaît dans Le Principal principal.
- Gary Motherloving (Guy Tabarouette au Québec) : président de la compagnie Sucre Motherloving (« Tabarouette de compagnie de sucre Inc. » dans la version québécoise), responsable de la vague d'obésité à Springfield.
- Alberto et Sylvia : Homer tombera amoureux de Sylvia alors qu'il est marié avec Marge et que Lisa et Bart sont déjà nés. :Cependant une fois saoul il se rendra compte que Marge lui manque et il retournera avec elle. De son côté, Alberto séduit Marge mais en entendant la voix de son mari qui vient de se rendre compte qu'elle lui manque, elle refuse ses avances.

Homer et Marge voulant cacher l'un à l'autre qu'ils ont été avec quelqu'un d'autre, Alberto et Sylvia se retrouvèrent tous deux cachés dans la même boîte.
De nombreuses années plus tard, Homer et Marge reviennent en vacances au lieu où se sont déroulés ces évènements et retrouvent Alberto et Sylvia qui se sont mariés et ont eu une fille, Ruthie.
- Homer Glumpet : collègue de classe de l'enfance d'Homer Simpson. Il est dans le club des « Pas Homer » alors que Homer Simpson s'y fait rejeter. Il appartient aussi à « La Confrérie des interdit-aux-Homers » anciennement appelée la confrérie des tailleurs de pierres.
- Les nombreuses maîtresses de Quimby, comme Miss Springfield ou sa propre nièce…
- Freddy Quimby : neveu, play-boy trublion.
- Clovis Quimby : frère du maire. C'est lui qui écrasa Boule de Neige I.
- Roxie : secrétaire du maire.
- Député Wilcox : ex-député démocrate de Springfield (il meurt lors d'un épisode dans lequel les Simpson lui demandent de déplacer le couloir aérien qui survole leur maison).
- Le Majordome : serveur à une fête du maire qui est blessé à cause d'un accident particulièrement stupide, et prétend avoir été frappé par le neveu du maire pour ne pas perdre la face.
- Carl : assistant d'Homer quand il devient cadre à la centrale nucléaire.
- Billy le Fossoyeur : cousin de Willy le Jardinier, rencontré dans un cimetière.
- Carlcruoty Montgomery Burns : père de M. Burns. Il essaya de tuer Virgil mais Mabel le tua.
- Carmen : personnage d'opéra jouant un torero.
- Jenda, femme de Bart dans l'épisode Le Futur passé.
- Mervin Monroe : frère du docteur Marvin Monroe, tatoueur de Springfield.
- Bret Hart : ancien catcheur de la WWE, il apparaît seulement dans Le Vieil Homme et Lisa.
- John Frink Sr : père du professeur Frink, il est mort, la moitié du torse mangée par un requin. Il ressuscita mais mourut à nouveau.
- Hugo Simpson : apparu dans Simpson Horror Show VII. Frère siamois de Bart qui était enfermé au grenier. On finira par voir qu'il n'était pas méchant.
- Rose : assistante d'Homer à la centrale nucléaire et ancienne connaissance de Ned Flanders, elle prend rapidement la place d'Homer qui se débarrasse d'elle avec l'aide de Ned.

### Personnages nés du film
- Colin : jeune garçon à peu près de l'âge de Bart ou Lisa, nouveau venu à Springfield. Il arrive d'Irlande, a un père musicien (il tient à préciser qu'il ne s'agit pas de Bono) et sait lui-même jouer de multiples instruments. Sa nature amoureuse de l'environnement, en particulier, a séduit Lisa qui a eu le coup de foudre pour lui. Son amitié pour Lisa demeurera, malgré la haine de tous les citoyens envers les Simpson, à la suite de l'erreur d'Homer.
- Russ Cargill, directeur de l'APE[7] (Directeur de l'EPA[8] au Québec) : dès qu'il apprend le degré de pollution de Springfield, c'est lui qui « suggère » au président de mettre la ville sous cloche. Il tient énormément au bon déroulement de cette manœuvre et est prêt à en venir à des mesures radicales si les citoyens s'échappent…
- Le président Schwarzenegger : peu intelligent, il s'en remet un peu trop au directeur de l'APE (EPA) pour réagir face à la pollution de Springfield. Quand ce dernier lui propose des options de plans pour prendre des mesures anti-pollution, il choisit automatiquement la numéro trois sans même la parcourir et se justifie par cette phrase : « On m'a élu pour agir, pas pour lire. »
- La vieille Inuit (Gros lolos) : sorcière qu'Homer rencontre en Alaska. Elle réussit, grâce à une technique de chant inuit et un breuvage étrange et pour le moins explosif, à lui faire avoir la révélation que la vie des autres compte autant que la sienne. Réapparait dans l’épisode La Reine du balai.

## Autres personnages
- Mary Bailey : gouverneur de l'état démocrate de Springfield.
- Shauna : petite amie de Jimbo (ils finiront pas se séparer après un piège tendu par Bart), elle sortira avec Bart, mais Lisa lui fit comprendre où était sa place. Adolescente d'environ quinze ans, grande, cheveux marron, yeux bleus et taches de rousseur. Dans l'épisode de la saison 25 What To Expect When Bart's Expecting, on apprend que celle-ci semble être la fille de Chalmers.
- Luke Tenson : garçon de treize ans travaillant à un ranch et qui joue de la guitare. Lisa tomba amoureuse de lui. Sa sœur est Clara.
- Clara Tenson : sœur de Luke Tenson. Lisa a voulu se débarrasser d'elle car elle croyait que c'était la petite amie de Luke.
- Lesly-Robin Girouette (Véronica) : homme s'étant déguisé en femme pour jouer au golf, mais Patty Bouvier pensa que c'était une vraie femme et voulut l'épouser. Marge découvrit que c'était un homme. Quand Patty l'a découvert, elle a annulé le mariage.
- Patrick Forely : Marge travailla pour lui dans sa pâtisserie érotique.
- Maxine Lombard : une députée démocrate dont Burns est tombé amoureux et avec qui il a eu une histoire d'amour.
- Annie Crawford : une agent du FBI appelée par Lisa quand celle-ci soupçonnait Homer d'avoir rejoint une cellule terroriste. Annie ne lâchait pas Homer des yeux.
- Eduardo : correspondent espagnol d'Homer, originaire de Barcelone. Celui-ci a aidé Homer à accomplir les désirs qu'il avait quand il avait dix ans.
- Princesse Kemi : originaire du Nigeria, Kemi est une princesse dont le père a vendu de l'uranium à M. Burns. Homer a été désigné pour être son garde du corps. Moe est tombé amoureux de Kemi.
- Gretchen : une femme dont Homer a aidé à mettre au monde son bébé dans un ascenseur. Elle a appelé son bébé Homer. Maggie et lui se détestent.
- M.. Nakamura : père de Kumiko. Réticent à propos du mariage de sa fille avec le vendeur de bandes dessinées, Homer a réussi à lui faire changer d'avis après une sortie dans un bar du quartier japonais.
- Klaus Ziegler : l'homme qui a peint un tableau que les Simpson et les Van Houten se disputaient.
- Simon Woosterfield : garçon riche et bien élevé qui ressemble très fort a Bart. Bart et lui ont échangé leur vie jusqu'à ce qu'il se rende compte que le demi-frère et la demi-sœur de Simon voulaient se débarrasser de lui pour garder sa fortune.
  - Devon Woosterfield : demi-frère de Simon.
  - Queenie Woosterfield : demi-sœur de Simon.
- M.. Costington : propriétaire du grand magasin avec des articles luxueux. Il a renvoyé Gil le jour de Noël car il avait vendu la dernière Malibu Stacy qu'il gardait pour sa fille à Lisa.
  - Mlle. Costington : fille du propriétaire du grand magasin luxueux. C'est une petite fille pourrie gâtée.
- Mrs. Nakamura : mère de Komiko. Elle s'est suicidée. Elle hante son mari car ils devaient commettre un double suicide.
- Darcy : adolescente qui est sortie quand Bart a eu son permis de conduire. Elle est tombée enceinte d'un étudiant norvégien. Bart a accepté de l'épouser et d'élever le bébé dans l'Utah. On apprend que la mère de Darcy est aussi enceinte et ses parents ont décidé de faire croire à tout le monde qu'ils ont eu des jumeaux, donc que le bébé de Darcy est le sien.
- Paris Texan : fille du riche texan. Elle s'est fait photographier par Homer quand il était paparazzi. Elle a déjà frappé Bart et embrassé Milhouse. Elle est une parodie de Paris Hilton.
- Enrico Irritazio : paparazzi engagé par les stars pour se venger d'Homer d'avoir pris des photos compromettantes d'eux.
- Harper Jambowski : fille milliardaire et autoritaire avec qui Lisa sera amie dans Une amie précieuse.
  - Mr Jambowski : le père d'Harper, milliardaire. Il accorde toujours tout à sa fille.
- Barry et Mary : Les parents des jumelles Sherry et Terry.
- Larry et Harry : Les frères jumeaux de Sherry et Terry. Ils sont les versions de Sherry et Terry au masculin.
- Stefan Auguste : Professeur à l'université avec qui Marge a eu une aventure dans sa jeunesse. Il est apparu dans Les Années 90.
- Stephano B : Neveu de Gros Tony. Il est apparu dans La Vraie Femme de Gros Tony.
- Stephano F : Neveu de Gros Tony. Il est apparu dans La Vraie Femme de Gros Tony.
- Vitchellté : Neveu de Gros Tony. Il est apparu dans La Vraie Femme de Gros Tony.
- Touchi  : Nièce de Gros Tony. Elle est apparue dans La Vraie Femme de Gros Tony.
- Dr. Caleb Thor : Un biologiste qui soigne les lamantins. Il est apparu dans Ma femme s'appelle reviens.
- Jeremy : Le fils du Serpent. Il a le même âge que Bart. Il est apparu dans L'Histoire apparemment sans fin.
- Matt et Portia : riche couple qui ont été les tuteurs légaux de Bart, Lisa et Maggie. Matt est surfeur et Portia est avocate environnementale. Ils sont apparus dans l'épisode À tuteur-tuteur ennemi.
- Spiros  : propriétaire grec d'un restaurant de jazz où Abraham a travaillé comme serveur dans les années 1950. Il est apparu dans Gone Abie Gone.
- Goose Gladwell : très bizarre vendeur des t-shirts avec des phrases de Bart dans Business Bart. Il a escroqué celui-ci, mais enfin Homer lui menace avec un réacteur atomique miniature qu'il a construit avec Lisa et qui le fait périlleux en ajoutant du plutonium, que Bart enfin reçoit son argent.

## Personnages morts au cours de la série
- Rabbi Hyman Krustofsky (2014) : père de Krusty le Clown, mort dans le premier épisode de la saison 26.
- Edna Krapabelle (2014) : morte sans plus de précisions au cours de la saison 25. Sa mort fait suite à la mort de Marcia Wallace qui lui prêtait sa voix dans la version originale. Quelques indices prouvent que la mort de cette dernière a été causée par Homer, tout comme Maude Flanders.
- Gros Tony (2011) : il est mort dans Gym Tonic après avoir appris qu'Homer travaillait pour la police, mais son cousin musclé le remplaça en tant que parrain de la mafia.
- Maude Flanders (2000) : heurtée à l'estomac par un canon à t-shirts (provoqué par Homer) et tombée du haut des gradins du circuit de Nascar dans Adieu Maude.
- Gencives Sanglantes (1995) ou Gingivite Murphy (épisode 2F32) mort de maladie dans son lit d'hôpital.
- Frank Grimes, Sr (1997) : dans le seul épisode où il paraît, L'ennemi d'Homer, Frank Grimes travaille à la centrale et devient fou quand il se rend compte qu'Homer qui ne fait rien réussit mieux que lui. En se prenant pour Homer Simpson, il meurt en touchant des câbles à haute tension.
- Tante Gladys Bouvier (1993) : tante de Marge, Patty et Selma, et sœur de Jackie Bouvier.
- Boule de Neige I, II, III et IV (1990, 2004, 2004, 2004) : chats des Simpson.
- Coltrane (2004) : chat des Simpson.
- Béatrice Simmons (1991) : petite amie d'Abraham Simpson. Elle est morte dans son sommeil. Elle hante une maison au Texas. Elle apparaît pour la première et dernière fois dans Un amour de grand-père (Saison 2 - Épisode 17).
- Chip Davis (2013) : collègue de travail d'Homer à la centrale dans le secteur 6F. On le voit pour la première fois dans l'épisode Four Regrettings and a Funeral (Saison 25) où il est mort sans que l'on sache pourquoi ni comment, on apprend qu'il a été Duff Man de 1991-1999 et 2008.
- Frank Ormand ou Tony Go (1997) en français : vendeur de bretzels. Il est mort dans un accident de voiture.
- Asa Phelps (1996) : membre des Poissons Diables.
- Shary Bobbins (1997) : baby-sitter et aide des Simpson, parodie de Mary Poppins, morte broyée par les réacteurs d'un avion de ligne volant à une altitude excessivement basse alors qu'elle venait de s'envoler grâce à son parapluie.
- Red Barclay (1999) : routier, mort d'un empoisonnement au bœuf après avoir battu Homer lors d'un concours du plus gros mangeur de steak.
- Amber Piegaw Simpson (2007) : la serveuse vulgaire qu'épouse Homer après une nuit de débauche éthylique lors de son escapade à Las Vegas avec Ned Flanders. Revenue semer la zizanie chez les Simpson, elle mourra plus tard d'une surdose.
- Mona Simpson (2009) : la mère d'Homer. Elle mourut la troisième fois qu'elle revit son fils Homer.
- Le professeur dans l'école de barmaid (2002) de Moe : atteint d'un cancer, il se suicidera devant Moe dans la mare de l'école, un jour où Moe sera revenu le voir dans Les Maux de Moe.
- Homard Simpson ou Pincette (1998) : homard adoptif d'Homer qui tomba dans de l'eau chaude. Celui-ci le mangera en pleurant. (Lisa a la meilleure note).
- Le capitaine de la marine (2008) : Homer qui s'était engagé lancera une torpille alors que son capitaine était à l'intérieur du navire.
- Cornelius Chapman (2003) : meurt d'une crise cardiaque quand Britney Spears l'embrasse.
- Lango (2001) : robot grammatical que Lisa construit mais disjoncte et explose à cause d'explosifs.
- Lila (2013) : Parisienne qui a vécu une histoire d'amour avec Burns durant sa jeunesse. Burns a décidé de la retrouver après la mort de Chip Davis. Elle est devenue moine bouddhiste. Après leurs retrouvailles, ils ont décidé de reprendre leur histoire. Elle meurt dans leur chambre, cinq minutes après que Burns est allé dans la salle de bains.
- Clancy Bouvier, le père de Marge, apparu lors d'épisodes flash-back : Il était une fois Homer et Marge, et La peur de l'avion. C'était l'un des premiers stewards, il est mort lors d'un accident de montagnes russes ;
- Carlcruoty Montgomery Burns : père de M. Burns. Il essaya de tuer Virgil mais Mabel le tua. Mabel et Virgil sont les ancêtres des Simpson.
- Waylon Smithers Sr. fut le premier adjoint administratif de Montgomery et père de Waylon Jr. Il est mort en empêchant une fusion du réacteur afin de sauver son fils et la ville. Homer avait découvert son corps quand il avait 12 ans.
- Anna Maria D'Amico : La femme de Gros Tony, elle est morte noyée dans du béton.

## Personnages morts mais revenus à la vie
- Docteur Marvin Monroe : mort dans des circonstances inconnues entre la saison 6 et 7, ce que confirme Le 138e épisode. Le personnage est mystérieusement réapparu dans Tout un Roman, prétextant qu'il avait juste été gravement malade alors que Marge lui en faisait justement la remarque.
- Gil dit le vieux Gil : il meurt apparemment tué par balles lors de son premier jour en tant qu'agent de sécurité dans une banque, dans l'épisode La Marge et le prisonnier. Il revient pourtant en tant que conseiller bancaire dans l'épisode Le malheur est dans le prêt, sans qu'aucune explication ne soit donnée.
- Alice Glick : elle est morte tuée par les robots que Bart et Martin ont fabriqués. Retour dans l'épisode Dark Knight Court (saison 24).
- Duffman, mascotte de la marque de bière Duff : semble être mort plusieurs fois. Lorsqu'on le lui fait remarquer dans un épisode, il rappelle que le personnage est immortel. Seuls les acteurs qui le jouent peuvent mourir.
- Hans Taupeman : il subit au moins une dizaine de mésaventures qui, à chaque fois, ne laissent guère de doutes sur sa fin tragique, mais il revient systématiquement au fil de la série, à la manière d'un gag récurrent.
- Lenny Leonard : collègue de travail d'Homer, recevant une balle dans la tête du Serpent, et une autre fois Homer lui a roulé dessus avec sa voiture. Il tombe aussi dans une crevasse, et se fait écraser par un tank.
- Üter Zörker: étudiant étranger allemand (ou suisse) à Springfield, il est laissé pour mort lors d'une sortie scolaire dans Il faut Bart le fer tant qu'il est chaud (visiblement lynché par des figurants reconstituant la guerre de Sécession). Il réapparait pourtant dans Le Gros Petit Ami de Lisa deux saisons plus tard. Mais ses apparitions se raréfient par la suite, au point que sa mort présumée devient un gag récurrent : les parents d'Üter s'enquièrent de sa disparition auprès de Skinner, et Kearney possède un crâne humain légendé « Est-ce Üter ? ».

### Morts non canoniques
Plusieurs épisodes ne sont pas intégrés dans la continuité générale de la série, donc ne sont pas officiellement arrivés.
- Homer J. Simpson : mort d'une surconsommation de malbouffe dans l'épisode Le Futur passé de la saison 25. Le professeur Frink recréera des clones de Homer (#2 à #76) jusqu'en 2041. Homer revient évidemment dans les (vrais) épisodes suivants.
- Moe Szyslak : il fut fauché par un train dans l'épisode Lisa devient Gaga, mais est de retour dans la saison 24. Le narrateur laisse clairement entendre que tous les évènements reliés à la visite de Lady Gaga à Springfield ne sont pas officiellement survenus.

## Personnalités locales
- Jebediah Springfield, autrefois appelé Hans Sprungfeld, fondateur de Springfield et pirate qui a failli assassiner le président George Washington.
- Manhattan Shelbyville, fondateur de Shelbyville.

## Extraterrestres
- Les Mutants de l'Espace (Space Mutants) sont des personnages de cinéma d'horreur-fantastique, que Bart va voir en cachette. Le film du même nom a eu apparemment beaucoup de suites et de préquelles car on voit de nombreuses affiches de la saga, dans le passé et dans le futur. Matt Groening a probablement été inspiré par les films Aliens, dont le deuxième épisode est sorti en 1986.
- Kang et sa sœur Kodos sont deux extraterrestres verts à tentacules qui apparaissent dans chacun des épisodes des Simpson Horror Show.

Dans un Simpson Horror Show, on découvre que Maggie serait la fille de Kang et de Marge. À relativiser, car les Simpson Horror Show présentent très souvent des ruptures de continuité avec le reste de la série (morts ou transformation irréversible des personnages).

## Jouets et bandes dessinées
- Radioactive Man (L'homme radioactif au Québec) est un super-héros de bande dessinée. Sa phrase favorite est « Haut et atomise » (Up and Atom!). Il adore aussi dire « J'en peux plus t'aunium » (plutonium) ou « Zap mon chien ! ». Son complice est Fallout Boy (Atomic Boy en VF ou encore Petit Becquerel, Garçon atomique au Québec), nom qui a inspiré le groupe "Fall out Boy" qui est fan de la série.
- Malibu Stacy, poupée préférée des petites filles et parodie de la poupée Barbie. Waylon Smithers, de la centrale nucléaire de Springfield, possède la plus grande collection de poupées Malibu Stacy de Springfield.
- Bobo, l'ours en peluche de monsieur Burns, perdu quand il était enfant, et retrouvé dans la glace. Il est devenu l'ours préféré de Maggie auprès de qui Burns fait tout pour le récupérer… Burns le récupère, puis le reperd… À la fin de l'épisode, on le revoit dans un futur où M. Burns, une tête sur un corps de robot accompagné de la tête de Waylon Smithers sur le corps d'un robot chien, retrouve son ours en peluche.
- Biclops, personnage créé par des vendeurs de lunettes, c'est un nouveau super héros à lunettes que Milhouse achète lorsqu'il remplace le vendeur de BD avec Bart, dans Le Pire Épisode.
- La poupée Krusty Le Clown de Bart.